# Rocinela danmoniensis
Rocinela danmoniensis là một loài chân đều trong họ Aegidae. Loài này được Leach miêu tả khoa học năm 1818.